# Ketan Mehta
Ketan Mehta (Gujarat, 1952) è un regista, sceneggiatore e produttore cinematografico indiano.

## Carriera
Durante la sua carriera ha girato film a Bollywood di vario genere: dalle commedie fino a quelli di violenze.
Ha avuto un discreto successo anche all'estero, soprattutto nei festival cinematografici, tra cui quello di Locarno.
Inoltre ha scritto la sceneggiatura di tutti i film che ha diretto, eccetto The Rising.

## Filmografia

### Regista
- Bhavni Bhavai (1980)
- Holi (1984)
- Mirch Masala (1985)
- Mr. Yogi (serie TV, 1988)
- Hero Hiralal (1989)
- Maya Memsaab (1993)
- Sardar (1993)
- Oh Darling! Yeh Hai India (1995)
- Aar Ya Paar (1997)
- Captain Vyom (serie TV, 1998)
- The Rising (2005)
- Time Bomb 9/11 (serie TV, 2005)
- Rang Rasiya (2014)
- Manjhi – The Mountain Man (2015)
- Toba Tek Singh (2018)

### Produttore
- Holi (1984)
- Maya Memsaab (1992)
- Time Bomb 9/11 (serie TV, 2005)
- Ramayana: The Epic (2010)
- Tere Mere Phere (2011)
- Rang Rasiya (2014)
- Motu e Patlu: Il re dei re (2016)